# Glomeridesmida
Glomeridesmida es un orden de milpiés en la infraclase Pentazonia que contiene 2 familias y al menos 31 especies. Glomeridesmida es la única orden viva de la superorden Limacomorpha. Los glomeridesmidanos son de pequeño tamaño (menos de 15 mm) y algo aplanados, poseen 22 segmentos corporales y, a diferencia de otros órdenes de Pentazonia, no pueden rodar como una bola. No posee ocelos. Los glomeridesmidanos se encuentran en los trópicos del Nuevo Mundo, el sudeste de Asia, India y Oceanía. Dos especies son conocidas como habitantes de las cavernas y, al igual que otros animales troglomórficos, son translúcidos por la pérdida de pigmento. Las cinco especies conocidas de Termitodesmus (que constituyen la familia Termitodesmidae) tienen una relación comensal con las termitas.

## Clasificación
- Glomeridesmidae Latzel, 1884 - 31 especies; India, América del Sur, América Central
- Termitodesmidae Silvestri, 1911 - 5 especies; India, Sri Lanka, Vietnam